# Jindřich Feld starší

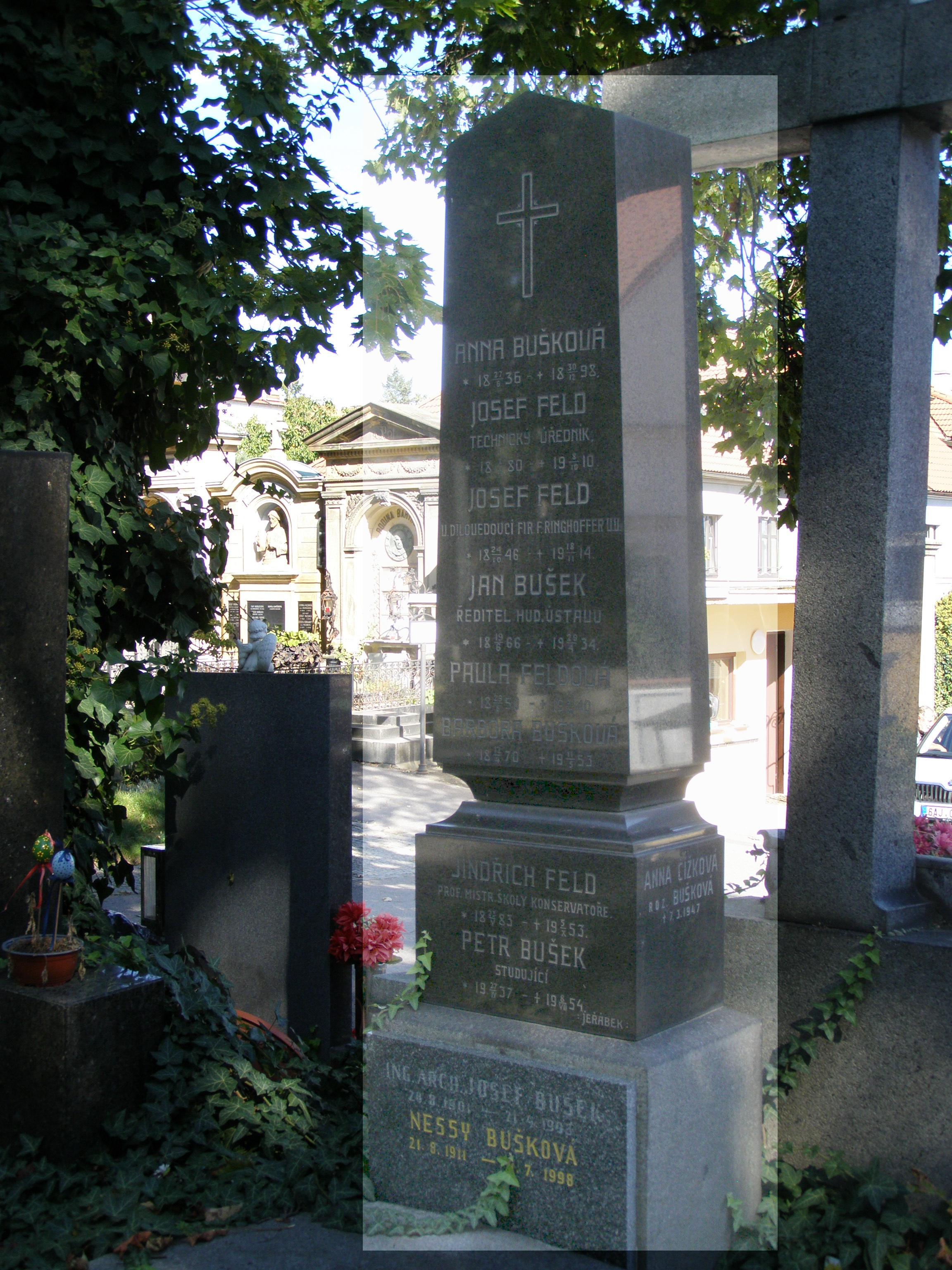
Hrob rodiny na hřbitově na Malvazinkách

Jindřich Feld (23. května 1883, Praha – 5. října 1953, Řevnice) byl český houslista a hudební pedagog.

## Život
Vystudoval Pražskou konzervatoř u Štěpána Suchého a Otakara Ševčíka v roce 1903. Po absolutoriu se stal učitelem hudby u hraběte Zichyho v Košicích. Proslul jako houslový virtuóz. V letech 1906–1908 byl koncertním mistrem a dirigentem ve Zhořelci, učil na zemské hudební škole v Klagenfurtu a v Záhřebu. V Záhřebu působil i jako koncertní mistr orchestru záhřebské opery.
V roce 1910 se stal profesorem pražské konzervatoře. Po Karlu Hoffmannovi byl v roce 1937 jmenován profesorem mistrovské školy. Pod jeho vedením studovali budoucí vynikající hudebníci, jako např. Jaroslav Štěpánek, Ivan Kawaciuk, Rafael Kubelík, Spytihněv Šorm, Jiří Novák a Nora Grumlíková.

## Dílo
Pro výuku svých žáků připravil technická cvičení, která zůstala v rukopise. Jinak nekomponoval, pouze pro tisková vydání revidoval řadu skladeb A. Dvořáka, W. A. Mozarta a jiných autorů, kromě jiných také svého syna Jindřicha Felda (1925–2007). Některá díla Jindřicha Felda mladšího byla označena v elektronických katalozích některých knihoven, zařazených do Souborného katalogu ČR, jako díla Jindřicha Felda staršího (2 partity pro zobcové flétny, Koncert in C pro komorní orchestr, Due composizioni per violoncello e piano (Elegie a Burleska), 50 lidových písní a koled pro 2 housle a mnoho dalších skladeb). V Souborném katalogu ČR byly nesprávné údaje opraveny koncem listopadu 2018, v elektronickém katalogu vlastních fondů Národní knihovny jsou všechny údaje shodně s údaji v tiskových vydáních sporných skladeb správné.